# غنى رضاتيدينوفا
غنى سيرجيفنا رضاتيدينوفا (بالأوكرانية: Ганна Сергіївна Різатдінова) هي لاعبة جمباز فني أوكرانية ولدت في يوم 16 يوليو 1993 في مدينة سيمفروبول في أوكرانيا. أبرز انجازاتها هو فوزها بالميدالية البرونزية في دورة الألعاب الأولمبية الصيفية 2016 في ريو دي جانيرو. كما فازت بإثنى عشر ميدالية، منها ميدالية ذهبية واحدة وميداليتين فضيتين تسعة ميداليات برونزية.